# 포화 산소량

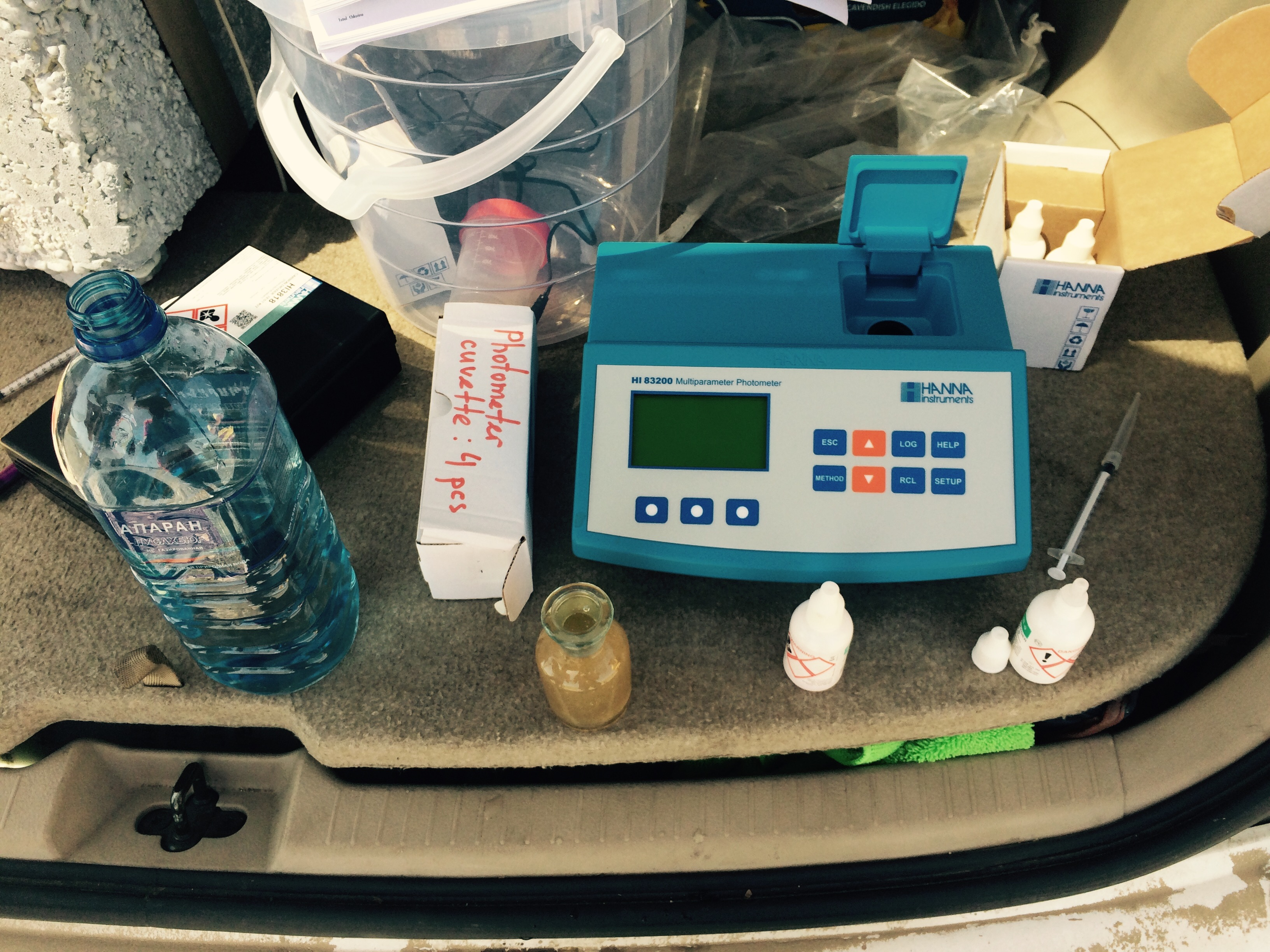
포화 산소량을 측정하고 있다

포화 산소량 또는 산소 포화도(oxygen saturation, SO2)는 물 속에 녹을 수 있는 최대 산소량을 말한다. 물의 온도에 따라서 달라진다.

## 같이 보기
- 산소 포화도(oxygen saturation)
- 용존산소량